# Le Vagabond (série télévisée, 1963)
Cet article concerne la série télévisée de 1963. Pour la série télévisée de 1979, voir Le Vagabond.
Pour les articles homonymes, voir Le Vagabond.
 (novembre 2023).
Si vous disposez d'ouvrages ou d'articles de référence ou si vous connaissez des sites web de qualité traitant du thème abordé ici, merci de compléter l'article en donnant les références utiles à sa vérifiabilité et en les liant à la section « Notes et références ».
Le Vagabond (The Littlest Hobo) est une série télévisée canadienne en 65 épisodes de 26 minutes, créée par Dorrell McGowan et diffusée entre le 24 septembre 1963 et le 16 novembre 1965 en syndication.
En France, la série a été diffusée à partir du 26 mai 1966 sur la première chaîne de l'ORTF, et au Québec à partir du 8 janvier 1967 à la Télévision de Radio-Canada.

## Origine
La série est adaptée d'un film de 1958,The Littlest Hobo réalisé par Charles R. Rondeau. Une deuxième série sera tournée en 1979–1985 : Le Vagabond.

## Synopsis
Cette série met en scène les aventures du « Vagabond », un berger de Laponie extrêmement rusé qui se déplace de ville en ville, portant secours à des gens en difficulté mais refusant toujours de se laisser adopter par les hommes avec qui, il s'est lié d'amitié.

## Fiche technique
- Titre original : The Littlest Hobo
- Titre français : Le Vagabond
- Réalisateur : Dorrell McGowan
- Scénaristes :
- Musique : Ronald Stein
  - Chanson chantée par Randy Sparks
- Production : Canadian Film and Television Producer's Association
- Sociétés de production : ITV - Independent Television, Canamac Pictures
- Pays d'origine : Canada
- Langue : anglais
- Format : couleur - 35 mm  - 1.33 : 1 - Son : Mono
- Genre : drame animalier
- Durée : 26 minutes
- Nombre d'épisodes : 62 (2 saisons)
- Dates de première diffusion : 
  - Canada : 24 septembre 1963
  - France : 26 mai 1966

## Épisodes

### Première saison (1963-1964)
1. Titre français inconnu (Honor Ranch)
2. Titre français inconnu (Trouble in Paris)
3. Titre français inconnu (Chinese Puzzle)
4. Titre français inconnu (Silent Witness)
5. Titre français inconnu (Black Satan)
6. Titre français inconnu (High Pursuit)
7. Titre français inconnu (Double Cross)
8. Titre français inconnu (Chico)
9. Titre français inconnu (One Last Rose)
10. Titre français inconnu (Hold Back the Stork)
11. Titre français inconnu (Honored Guest)
12. Titre français inconnu (A Fortune in Mink)
13. Titre français inconnu (Man in a Fog)
14. Titre français inconnu (Cry Wolf)
15. Titre français inconnu (Little White Liar)
16. Titre français inconnu (A Doll Talks)
17. Titre français inconnu (Blind Alley)
18. Titre français inconnu (The Good Provider)
19. Titre français inconnu (Stakeout)
20. Titre français inconnu (Little Boy Blues)
21. Titre français inconnu (No Escape)
22. Titre français inconnu (The Near-Sighted Mouse)
23. Titre français inconnu (Ninety Dollars for Mary)
24. Titre français inconnu (Come Next Fall Session)
25. Titre français inconnu (You Can't Buy a Friend)
26. Titre français inconnu (My Client a Dog)
27. Titre français inconnu (Babysitting)
28. Titre français inconnu (Bush Pilot)
29. Titre français inconnu (A Bitter Pill for Doc)
30. Titre français inconnu (The Desperate Game)
31. Titre français inconnu (Sniff Me a Robber)
32. Titre français inconnu (Scout's Honor)
33. Titre français inconnu (The Last Chance)

### Deuxième saison (1964-1965)
1. Titre français inconnu (Furlong)
2. Titre français inconnu (The Witness)
3. Titre français inconnu (Lady in Fear)
4. Titre français inconnu (Roadblock)
5. Titre français inconnu (The Loyal Opposition)
6. La Chasse à l'homme (The Great Manhunt)
7. Titre français inconnu (Curse of Smokey Ridge)
8. Titre français inconnu (My, What Big Eyes you Have, Grandma)
9. Chasse au cougar (Cougar Hunter)
10. Titre français inconnu (Die Hard)
11. Titre français inconnu (Black Sheep, Black Sheep)
12. Titre français inconnu (White Elephants Art Work)
13. Titre français inconnu (Rough Passage)
14. Titre français inconnu (High Hazard)
15. Titre français inconnu (Blue Water Sailor)
16. Titre français inconnu (No Way Out)
17. Titre français inconnu (Ten Feet Tall)
18. Titre français inconnu (Death at 5pm)
19. Titre français inconnu (Anniversary Guest)

## Commentaire
- La série a été tournée en couleurs mais diffusée en noir et blanc à l'époque. En 2010, VCI Entertainment a sorti un coffret DVD de douze épisodes de la série. Seuls les trois premiers épisodes ont été sauvegardés en couleurs, à l'exception des génériques d'ouverture et fermeture qui n'ont survécu qu'en noir et blanc.

- Le chien de la série est décédé en 1987.